# مالوقزاق‌کولوو
مالوقزاق‌کولوو (انگلیسی: Malokazakkulovo) یک شهرک در شهرستان اوچالینسکی استان باشقیرستان کشور روسیه است.